# Wilson Elso Goñi
Wilson Elso Goñi (Sarandí del Yí, Durazno, 16 de julio de 1938 - Montevideo, 1 de julio de 2009) fue un político uruguayo perteneciente al Partido Nacional.

## Biografía
Radicado en el departamento de Treinta y Tres, donde desarrollaría toda su carrera política, fue en su juventud militante y dirigente de la corriente ruralista acaudillada por Benito Nardone y posteriormente se integró en el Movimiento Nacional de Rocha, liderado por Carlos Julio Pereyra. En las elecciones de 1962, con sólo 24 años, fue elegido diputado por primera vez. Debió esperar algunos meses para asumir la banca, hasta cumplir los 25 años que preceptuaba la Constitución como edad mínima para desempeñar el cargo. Ocupó esa banca hasta 1965, siendo nuevamente electo en los comicios de 1971 y volviendo al Parlamento hasta el golpe de Estado del 27 de junio de 1973.
En las elecciones de 1984 fue elegido Intendente Municipal de Treinta y Tres por el Partido Nacional. Asumió el cargo el 15 de febrero de 1985, desempeñándolo hasta que en 1989 renunció para ser candidato a la reelección, la que obtuvo en noviembre de ese año, a la vez que era electo senador. Sin embargo, Elso renunció a su segundo período como Intendente y asumió el cargo de Ministro de Transporte y Obras Públicas que le fue ofrecido por el nuevo presidente, el blanco Luis Alberto Lacalle.    
Se mantuvo al frente de la cartera entre 1990 y 1993. En los dos restantes años de ese período legislativo, ocupó su banca en el Senado. En las elecciones de 1994 fue candidato a Vicepresidente de la República, acompañando a Carlos Julio Pereyra. Un año más tarde fue designado presidente del Ente Autónomo estatal Obras Sanitarias del Estado (O.S.E.), cargo que ocupó hasta 1999.
En las elecciones municipales de mayo de 2000, resultó nuevamente electo Intendente Municipal de Treinta y Tres. En mayo de 2005 intentó la reelección, pero esta vez fue vencido por el candidato frenteamplista Gerardo Amaral, quien se convirtió en el nuevo Intendente del departamento. Se encontraba vinculado al sector Correntada Wilsonista.
Falleció el 1 de julio de 2009 a los 70 años, a causa de un ataque cardíaco.